# Jezioro Krzywe (gmina Stare Juchy)
Jezioro Krzywe – jezioro w woj. warmińsko-mazurskim, w powiecie ełckim, w Krainie Wielkich Jezior Mazurskich.

## Położenie i morfometria
Jezioro położone jest w mikroregionie Pojezierza Łaśmiadzkiego. Leży na obszarze gminy Stare Juchy, między wsiami Stare Krzywe i Olszewo. Na południowo-wschodnim brzegu leży miejscowość Nowe Krzywe. W dużej mierze otoczone jest pasem zadrzewień. Od południa wpada do niego drobny ciek, a ciek wypływający z niego na północy łączy je z jeziorem Jędzelewo. Jezioro rynnowe o wydłużonym z północnego zachodu na południowy wschód i słabo krętym (zgodnie z nazwą) kształcie. Większych wysp brak. 
Kolejne parametry to: długość linii brzegowej – 3 900 m, rozwinięcie linii brzegowej – 2,25 i wskaźnik odsłonięcia – 7,5.